# 横浜市立上永谷中学校
横浜市立上永谷中学校(よこはましりつかみながやちゅうがっこう)は神奈川県横浜市港南区上永谷四丁目にある市立中学校。略称は「上中」(かみちゅう)。
同校は標準服を導入している。
学区は横浜市立永谷小学区、永野小学区、芹が谷南小学区、などの一部で、580人以上の生徒が在籍している。

## 教育目標[3]
「日進月歩〜笑顔で羽ばたく上永谷〜」

## 交通[4]
【電車】横浜市営地下鉄上永谷駅下車 徒歩２０分
【バス】神奈中東戸塚駅行き（ミニバス）美晴台下車  徒歩３分